# Đường nâu

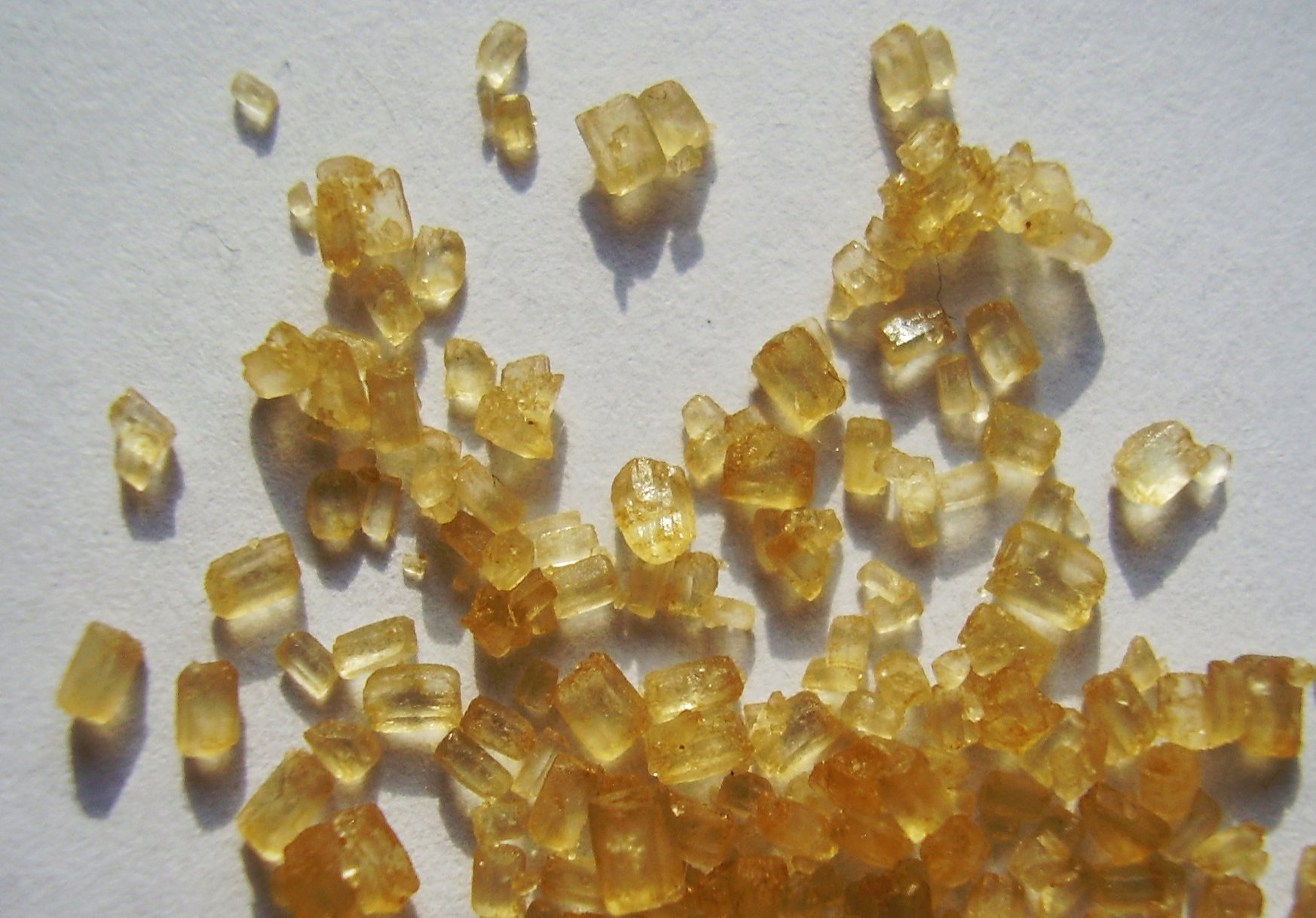
Tinh thể đường nâu

Đường nâu là một sản phẩm đường saccarose có màu nâu đặc trưng do sự có sự xuất hiện của rỉ đường. Nó là một loại đường mềm chưa tinh luyện hoặc tinh luyện một phần bao gồm các tinh thể đường với một hàm lượng rỉ đường còn sót lại (đường nâu tự nhiên), hoặc nó được sản xuất bằng cách thêm rỉ đường vào đường trắng tinh luyện (đường nâu thương mại).
Codex Alimentarius yêu cầu đường nâu phải chứa ít nhất 88% saccarose cộng với đường nghịch chuyển. Đường nâu thương mại chứa từ 3,5% rỉ đường (đường nâu nhạt) đến 6,5% rỉ đường (đường nâu sẫm hay đường đen) tính theo tổng thể tích. Dựa trên tổng trọng lượng, đường nâu thương mại thông thường chứa tới 10% rỉ đường. Sản phẩm có độ ẩm tự nhiên nhờ tính chất hút ẩm của rỉ đường và thường được dán nhãn là "mềm". Sản phẩm có thể được xử lý để tạo ra độ chảy tốt hơn cho quá trình xử lý công nghiệp. Việc cho thêm thuốc nhuộm hoặc các hóa chất khác có thể được phép ở một số khu vực hoặc đối với các sản phẩm công nghiệp.
Các tinh thể có nhiều kích thước khác nhau nhưng nhìn chung nhỏ hơn đường trắng hạt. Các sản phẩm sử dụng trong công nghiệp (ví dụ: nền công nghiệp bánh ngọt) có thể dùng đường bột với tinh thể khoảng 0,35 mm.

## Sản xuất
Đường nâu thường được sản xuất bằng cách thêm rỉ đường mía vào tinh thể đường trắng tinh luyện hoàn toàn để kiểm soát tỉ lệ rỉ đường với tinh thể đường một cách cẩn thận hơn và để giảm chi phí sản xuất. Đường nâu được chế biến theo cách này thường thô hơn nhiều so với loại đường tương đương chưa tinh luyện và rỉ đường của nó có thể dễ dàng tách khỏi các tinh thể, đơn giản bằng cách rửa để lộ các tinh thể đường trắng bên dưới; ngược lại, với đường nâu chưa tinh luyện, khi rửa sẽ để lộ các tinh thể bên dưới có màu trắng đục do có lẫn rỉ đường.
Rỉ đường thường được sử dụng làm thực phẩm được lấy từ mía, vì hương vị thường được ưa chuộng hơn rỉ đường củ cải đường, mặc dù ở một số vùng, đặc biệt là ở Bỉ và Hà Lan, rỉ đường củ cải đường được sử dụng. Đường trắng được sử dụng có thể là từ củ cải đường hoặc mía, vì thành phần hóa học, giá trị dinh dưỡng, màu sắc và mùi vị của đường trắng tinh luyện hoàn toàn đều cho các mục đích thực tế như nhau, bất kể nó có nguồn gốc từ thực vật nào. Ngay cả với quá trình tinh chế kém hoàn hảo, những khác biệt nhỏ về màu sắc, mùi và vị của đường trắng sẽ bị mật đường che lấp.

## Lịch sử
Vào cuối thế kỷ 19, ngành công nghiệp đường trắng tinh luyện mới được củng cố, vốn không có toàn quyền kiểm soát việc sản xuất đường nâu, đã tiến hành một chiến dịch bôi nhọ chống lại đường nâu, tái tạo các bức ảnh hiển vi về những vi khuẩn trông vô hại nhưng có vẻ đáng ghét sống trong đường nâu. Nỗ lực này đã thành công đến mức vào năm 1900, một cuốn sách dạy nấu ăn bán chạy nhất đã cảnh báo rằng đường nâu có chất lượng kém và dễ bị "côn trùng" xâm nhập. Chiến dịch sai lệch thông tin này cũng được thực hiện trong các lĩnh vực khác sử dụng đường thô hoặc đường nâu như sản xuất bia;

## Đường nâu tự nhiên

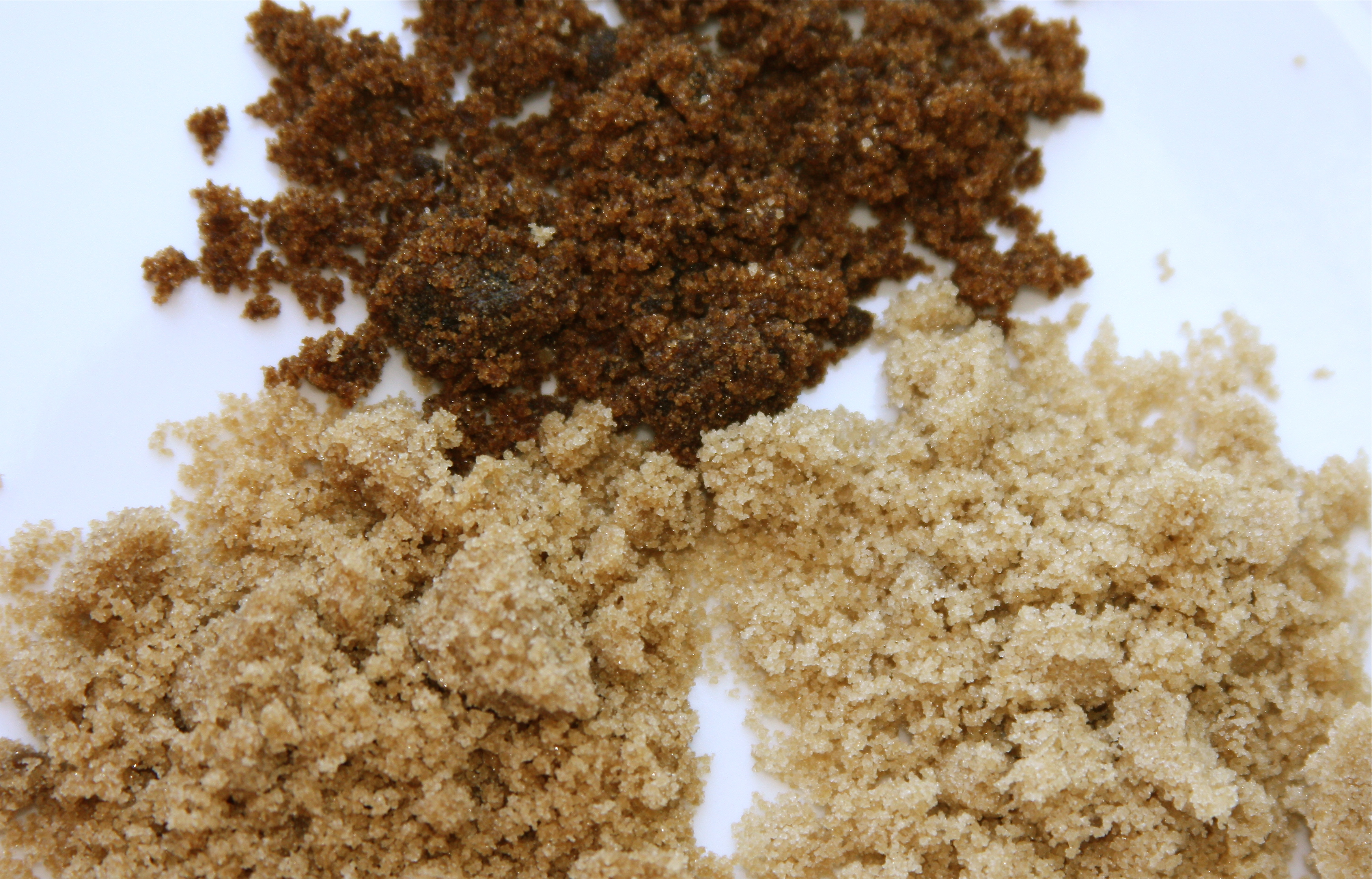
Các mẫu đường nâu: Muscovado (trên), nâu đậm (trái), nâu nhạt (phải)

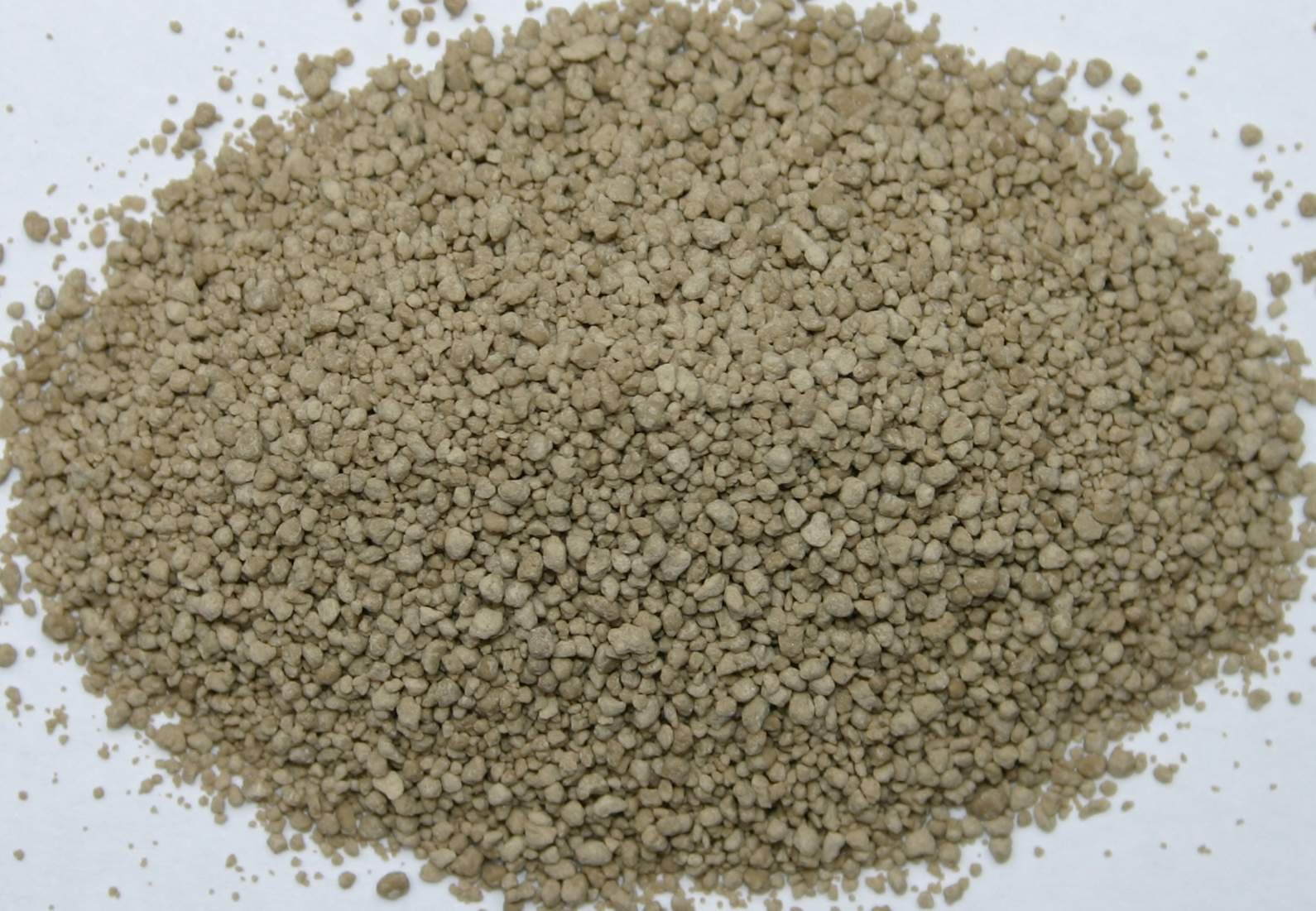
Đường mía nguyên, chưa lọc

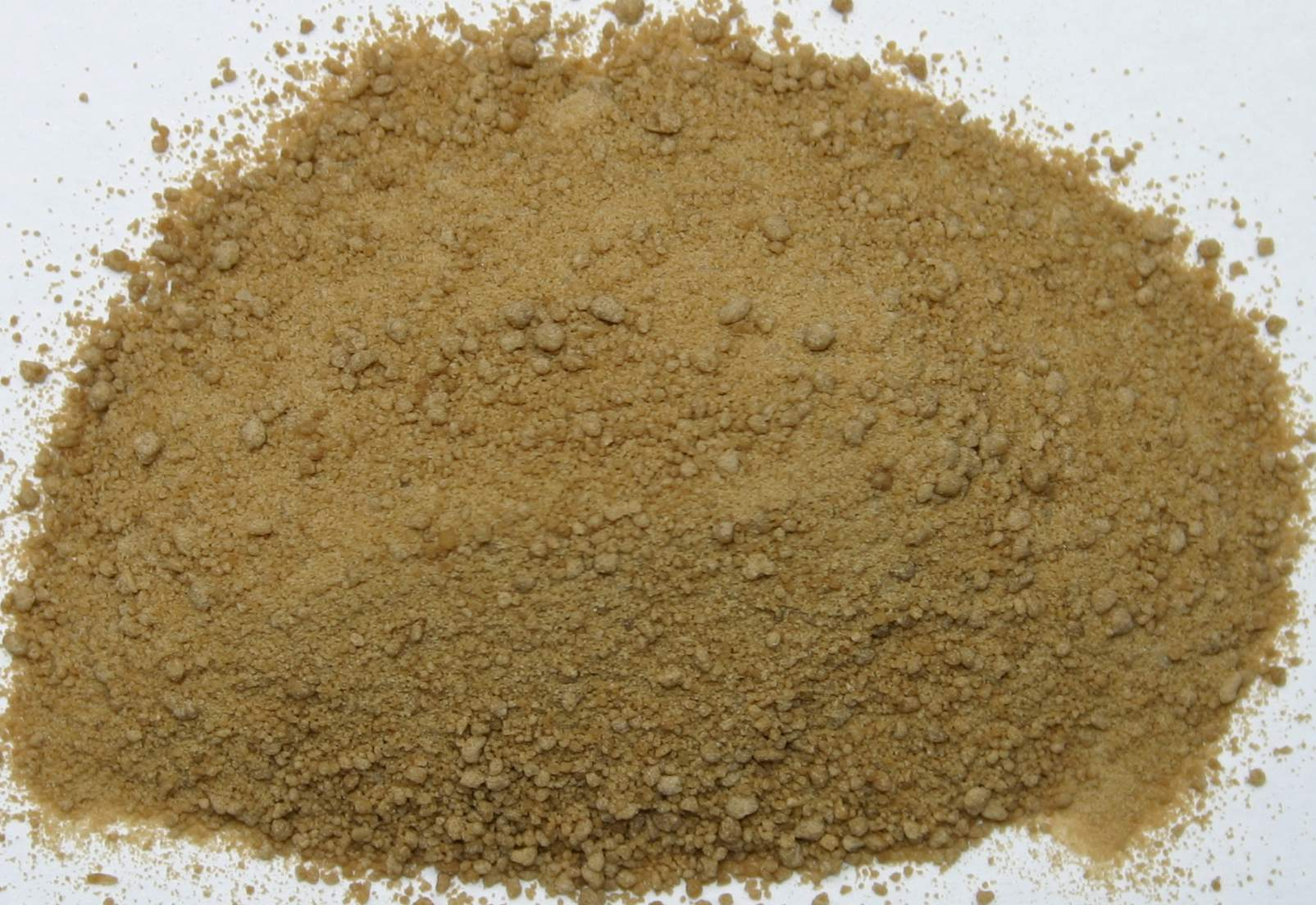
Đường mía nguyên, đã lọc

Đường nâu tự nhiên, đường thô hoặc đường mía nguyên là những loại đường giữ lại một lượng nhỏ đến lớn rỉ đường từ dịch cái (nước mía bay hơi một phần). Dựa trên trọng lượng, đường mía nâu khi tinh luyện hoàn toàn cho ra tới 70% đường trắng, mức độ phụ thuộc vào lượng rỉ đường còn lại trong tinh thể đường, điều này phụ thuộc vào việc đường nâu có được ly tâm hay không. Vì có nhiều rỉ đường hơn trong đường nâu tự nhiên, nên nó có chứa một chút giá trị dinh dưỡng và hàm lượng khoáng chất. Một số loại đường nâu tự nhiên có tên và đặc điểm riêng, và được bán dưới dạng đường turbinado, demerara hoặc đường thô nếu chúng đã được ly tâm ở mức độ lớn. Đường nâu chỉ được ly tâm nhẹ hoặc không được tinh luyện (không ly tâm) giữ được hàm lượng mật cao hơn nhiều và được gọi với nhiều tên khác nhau trên toàn cầu tùy theo quốc gia xuất xứ của chúng: ví dụ như panela, rapadura, jaggery, muscovado, piloncillo, v.v.
Mặc dù đường nâu đã được quảng cáo là có lợi cho sức khỏe, từ làm dịu cơn đau bụng kinh đến dùng như một phương pháp điều trị chống lão hóa da, không có cơ sở dinh dưỡng nào hỗ trợ đường nâu như một sự thay thế lành mạnh hơn cho đường tinh luyện mặc dù lượng khoáng chất không đáng kể trong đường nâu không tìm thấy trong đường trắng.
Các loại đường turbinado, demerara và đường "thô" được làm từ nước mía kết tinh, bay hơi một phần và được quay trong máy ly tâm để loại bỏ gần như tất cả rỉ đường. Các tinh thể đường lớn và có màu vàng kim. Đường này có thể được bán nguyên trạng hoặc được gửi đến nhà máy tinh luyện để sản xuất đường trắng.
Muscovado, panela, piloncillo, chancaca, jaggery và các loại đường màu nâu sẫm tự nhiên khác được ly tâm tối thiểu hoặc hoàn toàn không. Thông thường, những loại đường này được sản xuất trong các nhà máy nhỏ hơn hoặc "tiểu thủ công nghiệp" ở các quốc gia đang phát triển, nơi chúng được sản xuất theo phương pháp truyền thống không sử dụng máy bay hơi chân không hoặc máy ly tâm công nghiệp hóa. Chúng thường được đun sôi trong chảo hở trên bếp đốt củi cho đến khi nước mía đạt khoảng 30% thể tích trước đó và bắt đầu kết tinh đường saccarose. Sau đó, chúng được đổ vào khuôn để đông đặc hoặc lên chảo làm nguội, nơi chúng được đập hoặc nhào mạnh để tạo ra đường nâu dạng hạt. Ở một số quốc gia, chẳng hạn như Mauritius hoặc Philippines, một loại đường nâu tự nhiên gọi là muscovado được sản xuất bằng cách ly tâm một phần nước mía đã bay hơi và kết tinh để tạo ra hỗn hợp giàu tinh thể đường, được cho phép thoát ra dưới trọng lực để tạo ra các mức độ khác nhau của rỉ đường trong sản phẩm cuối cùng. Quy trình này gần giống với một phương pháp hiện đại hóa được áp dụng vào thế kỷ 19 để tạo ra đường nâu tự nhiên chất lượng tốt hơn. Một phiên bản tương tự ở Nhật Bản của đường mía tự nhiên không ly tâm được gọi là kokuto (tiếng Nhật: 黒糖 kokutō). Đây là đặc sản vùng Okinawa và thường được bán dưới dạng cục lớn. Nó đôi khi được sử dụng để làm rượu shochu.

## Sử dụng trong ẩm thực
Đường nâu tăng thêm hương vị cho món tráng miệng và bánh nướng. Nó có thể thay thế cho đường phong, và đường phong có thể được thay thế cho nó trong các công thức nấu ăn. Đường nâu dễ tạo caramel hơn nhiều so với đường tinh luyện, và hiệu ứng này có thể được sử dụng để làm cho sốt tráng và nước thịt có màu nâu trong khi nấu ăn.
Đối với mục đích làm tại nhà, có thể tạo ra loại đường nâu tương đương bằng cách trộn đường trắng với rỉ đường. Tỷ lệ thích hợp là khoảng một thìa canh rỉ đường cho mỗi cup đường (một phần mười sáu tổng thể tích). Rỉ đường chiếm 10% tổng trọng lượng của đường nâu, nghĩa là khoảng một phần chín trọng lượng đường trắng. Do chất lượng và màu sắc khác nhau của các sản phẩm rỉ đường, đối với đường nhạt hơn hoặc đậm hơn, hãy giảm hoặc tăng tỷ lệ tùy theo khẩu vị.
Khi làm theo một công thức hiện đại chỉ định "đường nâu", người ta có thể thường cho rằng đó là đường nâu nhạt, nhưng loại nào được sử dụng phần lớn là vấn đề khẩu vị cá nhân. Ngay cả trong các công thức nấu ăn như bánh ngọt, độ ẩm có thể rất quan trọng, thì lượng nước có liên quan cũng quá nhỏ nên không quan trọng. Quan trọng hơn, thêm đường nâu sẫm hoặc rỉ đường mía sẽ mang đến hương vị đậm đà hơn, mang lại hương vị caramel.
Đường nâu đã cứng có thể được làm mềm trở lại bằng cách thêm một nguồn cấp ẩm mới cho rỉ đường, hoặc bằng cách đun nóng và nấu chảy rỉ đường. Bảo quản đường nâu trong tủ đá sẽ ngăn không cho hơi ẩm thoát ra ngoài và rỉ đường không bị kết tinh, cho phép thời hạn sử dụng lâu hơn.

## Giá trị dinh dưỡng
Một trăm gam đường nâu chứa 377 calo (bảng dinh dưỡng), trái ngược với 387 calo trong đường trắng (liên kết đến bảng dinh dưỡng). Tuy nhiên, đường nâu có thể tích chặt hơn đường trắng do kích thước tinh thể nhỏ hơn và có thể có nhiều calo hơn khi đo theo thể tích.
Bất kỳ khoáng chất nào có trong đường nâu đều đến từ rỉ đường được thêm vào đường trắng. Trong một lượng tham chiếu 100 gram, đường nâu chứa 15% giá trị sắt hàng ngày, không có vitamin hoặc khoáng chất nào khác với hàm lượng đáng kể (bảng).